# Pedro Manso de Zúñiga y Solá
Pedro Manso de Zúñiga y Solá   (Santo Domingo de la Calzada, 1564 - Madrid, 28 de novembre de 1610) fou un religiós i home d'estat castellà,  president del Consell de Castella, patriarca de les Índies Occidentals i arquebisbe titular de Cesarea de Palestina.

## Biografia
D'origen noble, membre de la família del comte d'Hervías, era nebot del bisbe de Calahorra Pedro Manso de Zúñiga y Medrano, confessor de santa Teresa de Jesús. Va estudiar a la Universitat de Salamanca. Protegit pel seu oncle, va rebre la bendició de Teresa de Jesús i, després, fou fet provisor i ardiaca de Santo Domingo de la Calzada. Durant l'exercici del càrrec, Sixt V va publicar un motu proprio respecte a la provisió de beneficis patrimonials del bisbat de Calahorra. En aquest sentit, Manso fou enviat a donar compte a Felip III. Sembla que fou ben acollit i se li va donar una plaça a l'Audiència de Pamplona, a la qual va estar dos anys, fins que Juan de Zúñiga-Avellaneda y Bazán, comte de Miranda del Castañar i president del Consell de Castella, li va atorgar una a la Cancelleria de Granada i, dos anys després, cregué el comte convenient que estigués present a la cort i el feu alcalde de cort.
Amic i col·laborador del privat de Felip III, el duc de Lerma, va succeir a Juan Bautista de Acevedo en el càrrec de president del Consell de Castella, que havia mort en el càrrec el juliol de 1608. Manso, de fet, era en origen un simple alcalde de cort i no era un personatge conegut, i això va sorprendre a la cort, més encara quan es va revelar la seva incapacitat per desenrotllar-se en el càrrec. Durant el seu mandat es va portar a judici i es va condemnar a arrest domiciliari a Juan de Mariana, que havia criticat les grans despeses del palau reial, els oficis que eren venuts o regalats a persones per accions de nepotisme o afinitat a alts càrrec cortesans.
Fou nomenat patriarca de les Índies el 21 de febrer de 1609, títol al qual se li acabava d'assignar una renda de 20.000 ducats a partir de la nova part que pertocava al rei que procedia de les rendes de les vacants eclesiàstiques americanes. Poc després també era nomenat pel papa arquebisbe titular de Cesarea de Palestina. Manso fou enterrat a la capella major de la catedral de Santo Domingo de la Calzada. Després de la seva mort, el 1610, el títol va quedar vacant, i les rendes que se'n percebia van ser destinades a la construcció del Reial Convent de l'Encarnació de Madrid.